# Павелко Валентин Григорович
Валентин Григорович Паве́лко (нар. 16 серпня 1906, Полтава — пом. 22 липня 1971, Київ) — український радянський військовий диригент, підполковник; заслужений діяч мистецтв УРСР з 1964 року.

## Біографія
Народився 16 серпня 1906 року в місті  Полтаві. 1925 року закінчив Краснодарську консерваторію.  В Червоній армії з 15 вересня 1927 року. Брав участь у Другій світовій війні. З 1961 року в запасі. Диригував військові оркестри.  Помер в Києві 22 липня 1971 року.

## Військові нагороди
Нагороджений двома орденами Червоної Зірки (6 листопада 1947; 21 серпня 1953), медалями «За перемогу над Німеччиною» і «За бойові заслуги» (5 листопада 1946).